# Justin Eilers
Justin Eilers (Braunschweig, 1988. június 13. –) német labdarúgó, a Hallescher csatára.

## Sikerei, díjai
- Dynamo Dresden
  - 3. Liga: 2015–16